# Matar de hambre a la bestia

Ronald Reagan da un discurso televisado desde el Despacho Oval, describiendo su plan para la reducción de impuestos en julio de 1981.

«Matar de hambre a la bestia» (en inglés starve the beast) es una estrategia política empleada por los conservadores estadounidenses para limitar el gasto gubernamental mediante la reducción de impuestos, con el fin de privar al gobierno federal de ingresos en un esfuerzo deliberado para obligarlo a reducir el gasto.
El término "la bestia", en este contexto, se refiere al Gobierno federal de los Estados Unidos y los impuestos que cobra a los contribuyentes estadounidenses para financiar asuntos como como la educación, bienestar, Seguridad Social, Medicare y Medicaid.

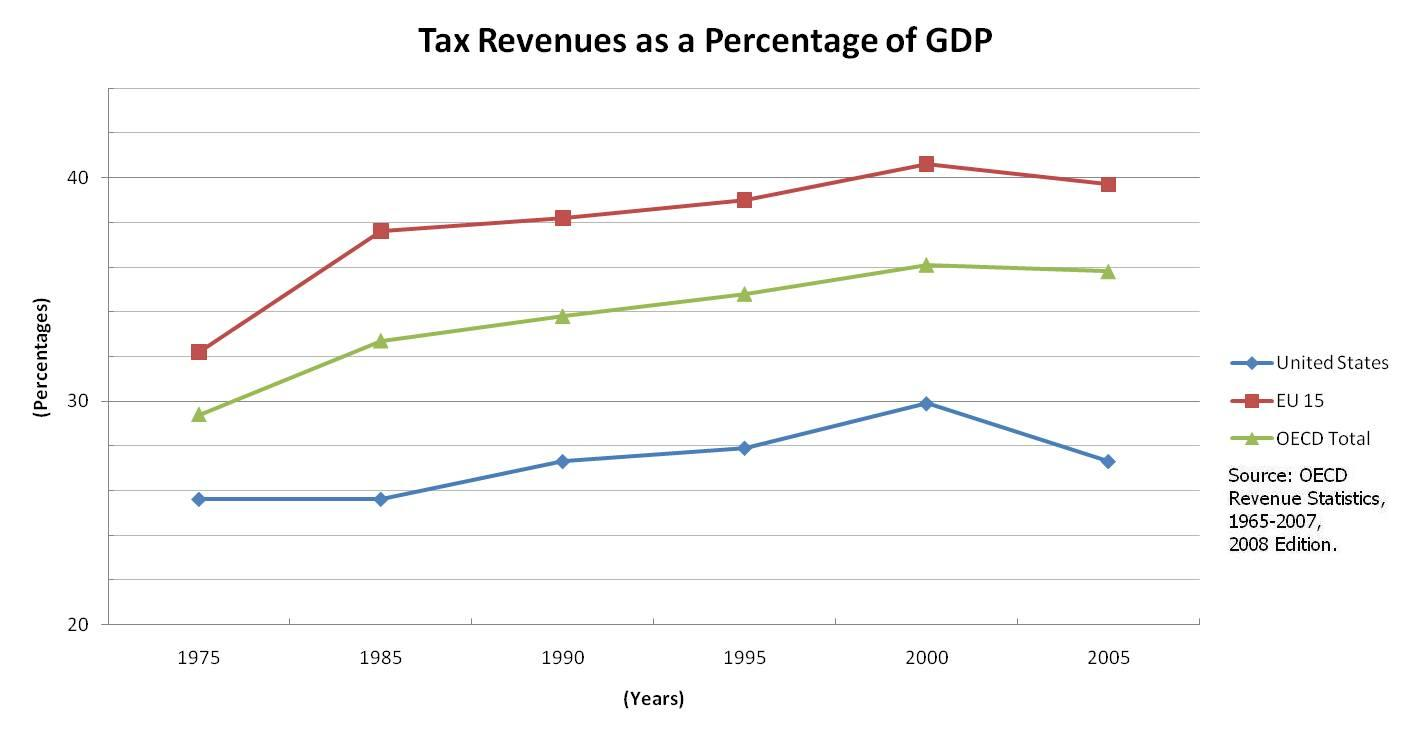
Ingresos fiscales totales como porcentaje del PIB de los EE. UU. en comparación con la OCDE y la EU 15.

El 14 de julio de 1978, el economista y futuro presidente de la Reserva Federal, Alan Greenspan, testificó ante el Comité de Finanzas del Senado de los Estados Unidos: "Recordemos que el propósito básico de cualquier programa de reducción de impuestos en el entorno actual es reducir el impulso del crecimiento del gasto restringiendo el monto de ingresos disponibles y confiar en que hay un límite político para el gasto deficitario".
Antes de su elección como presidente, el entonces candidato Ronald Reagan presagió la estrategia durante los debates presidenciales de los Estados Unidos de 1980, diciendo "John Anderson nos dice que primero debemos reducir el gasto antes de que podamos reducir los impuestos. Bueno, si tienes un chico que es extravagante, puedes exponerle todo lo que quieras sobre su extravagancia. O puedes reducir su asignación y lograr el mismo fin mucho más rápido".
El primer uso del término real "matar de hambre a la bestia" para referirse a la estrategia político-fiscal (en oposición a su premisa conceptual) fue en un artículo del Wall Street Journal en 1985, en el que el periodista citó a un miembro del personal de Reagan sin nombre.

## Desde el 2000
Los recortes de impuestos y el gasto deficitario de la administración del expresidente estadounidense George W. Bush fueron intentos de "matar de hambre a la bestia". Bush dijo en 2001: "entonces tenemos el plan de desgravación fiscal [...] que ahora ofrece un nuevo tipo: una camisa de fuerza fiscal [sic] para el Congreso. Y eso es bueno para los contribuyentes, y es una noticia increíblemente positiva si estás preocupado por un gobierno federal que ha estado creciendo a un ritmo dramático en los últimos ocho años y lo ha sido.
El plan de reducción de impuestos del candidato presidencial republicano Fred Thompson, que incorpora un impuesto plano, también aplazó el pago de los déficits más grandes que crearía. "Lo más probable es que sea financiado por un menor gasto del gobierno en beneficios del Seguro Social y Medicare", según el Wall Street Journal.
El activista político Grover Norquist realizó un juramento, el llamado "Compromiso de protección del contribuyente", que 279 senadores y congresistas han firmado. El juramento establece que los firmantes nunca votarán para aumentar los impuestos a nadie bajo ninguna circunstancia. Algunos de los no firmados lo ven como un obstáculo para las negociaciones fiscales mutuas en beneficio del país.

## Análisis económico
James M. Buchanan, un economista ganador del Premio Nobel, ayudó a desarrollar la hipótesis de la ilusión fiscal: "Es obvio que los préstamos permiten realizar gastos que generarán beneficios políticos inmediatos sin incurrir en ningún costo político inmediato". En su libro Democracy in Deficit (1977), Buchanan y Richard E. Wagner sugieren que la naturaleza complicada del sistema tributario de los Estados Unidos causa ilusión fiscal y resulta en un gasto público mayor que el que sería en el caso de un sistema idealizado donde todos están al tanto en detalle de cuál es su parte de los costos del gobierno.
La evidencia empírica muestra que matar de hambre a la bestia puede ser contraproducente, con impuestos más bajos que en realidad corresponden a un gasto más alto. Un estudio realizado en octubre de 2007 por Christina D. Romer y David H. Romer de la Oficina Nacional de Investigación Económica encontró: "[...] no hay respaldo para la hipótesis de que los recortes de impuestos restringen el gasto del gobierno; de hecho, [los hallazgos] sugieren que los recortes de impuestos en realidad pueden aumentar el gasto. Los resultados también indican que el principal efecto de los recortes de impuestos sobre el presupuesto del gobierno es inducir aumentos de impuestos legislados posteriores".
William Niskanen, presidente emérito del libertario Instituto Cato, criticó "matar de hambre a la bestia". Según Niskanen, si los déficits financian el 20% del gasto gubernamental, los ciudadanos perciben los servicios gubernamentales como descontados; los servicios que son populares con un 20% de descuento sobre el precio indicado serían menos populares a precio completo. Él planteó la hipótesis de que mayores ingresos podrían limitar el gasto, y encontró un fuerte apoyo estadístico para esa conjetura basada en datos de 1981 a 2005. Otro investigador de Cato, Michael New, probó el modelo de Niskanen en diferentes períodos de tiempo y, utilizando una definición más restrictiva del gasto (gasto discrecional sin defensa), llegó a una conclusión similar.
El profesor Leonard E. Burman, de la Universidad de Siracusa, testificó ante un comité del Senado de Estados Unidos en julio de 2010 que: "Supongo que si el presidente Bush hubiera anunciado un nuevo impuesto de guerra para pagar Iraq o un aumento en la tasa del impuesto sobre la nómina de Medicare para pagar el beneficio de medicamentos recetados, ambas iniciativas habrían sido menos populares. Dado que el beneficio de medicamentos recetados solo fue aprobado por el Congreso por un voto después de una cantidad extraordinaria de torceduras, parece poco probable que hubiera sido aprobado si hubiera estado acompañado de un aumento de impuestos. Matar de hambre a la bestia no funciona".
El economista Paul Krugman resumió como: "En lugar de proponer recortes impopulares de gastos, los republicanos impulsarían recortes de impuestos populares, con la intención deliberada de empeorar la posición fiscal del gobierno. Los recortes de gastos podrían venderse como una necesidad y no como una elección, la única forma para eliminar un déficit presupuestario insostenible". Escribió que "la bestia está muriendo de hambre, como estaba planeado..." y que "los republicanos insisten en que se debe eliminar el déficit, pero no están dispuestos a aumentar los impuestos ni a apoyar los recortes en ningún programa gubernamental importante. Y tampoco están dispuestos a participar en discusiones serias bipartidistas, porque eso podría obligarlos a explicar su plan, y no hay ningún plan, excepto recuperar el poder".
El historiador Bruce Bartlett, exasesor de política interna del presidente Ronald Reagan, ha calificado el matar de hambre a la bestia como "la doctrina fiscal más perniciosa de la historia" y culpa a la misma del aumento de la deuda del gobierno de los Estados Unidos desde la década de 1980.

## Defensa política
El exsenador estadounidense Jon Kyl (R-AZ), veterano del Comité de Finanzas del Senado, declaró que "nunca deberías tener que compensar el costo de una decisión deliberada de reducir las tasas impositivas para los estadounidenses".
El cabildero Grover Norquist es un conocido defensor de la estrategia y ha dicho: "Mi objetivo es reducir el gobierno a la mitad en veinticinco años, para reducirlo al tamaño en que podamos ahogarlo en la bañera".

### "Alimentar a la bestia"
Una idea relacionada conocida como "Alimentar a la bestia", se refiere al aumento de impuestos con el propósito de equilibrar el presupuesto solo para hacer que el gobierno gaste esas entradas. El escritor Stephen Moore y el economista Richard Vedder han escrito en el Wall Street Journal que cada nuevo dólar de nuevos impuestos conduce a más de un dólar de nuevos gastos según su investigación. En un artículo de opinión, ambos declararon que "el gran negocio que tantos en Washington anhelan (aumentos de impuestos junto con recortes de gastos) es una tontería" ya que "las recaudaciones de impuestos más altas nunca resultaron en menos gastos". Sus conclusiones han sido disputadas por el economista y escritor Bruce Bartlett en The Fiscal Times, quien declaró que los aumentos de impuestos a principios de la década de 1990 ayudaron a contribuir a presupuestos más austeros a fines de la década de 1990.